# John H. Burleigh

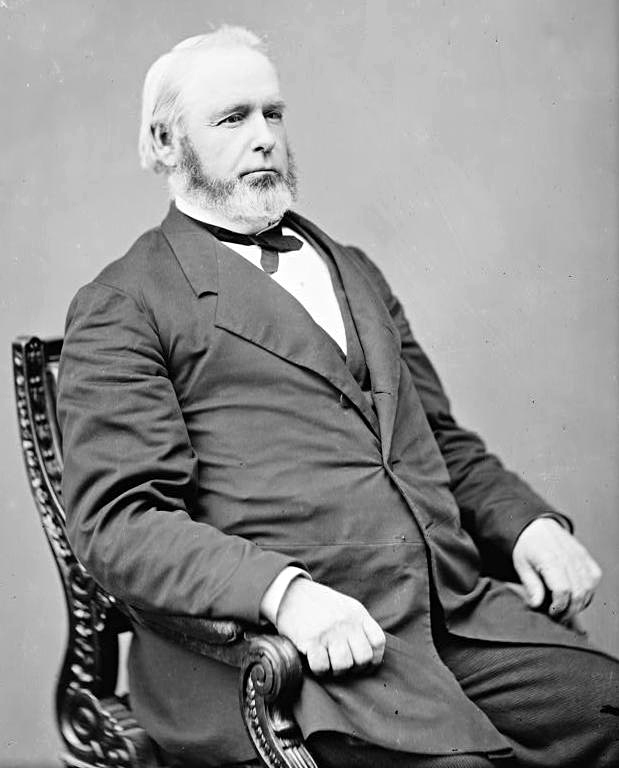
John H. Burleigh

John Holmes Burleigh (* 9. Oktober 1822 in South Berwick, York County, Maine; † 5. Dezember 1877 ebenda) war ein US-amerikanischer Politiker. Zwischen 1873 und 1877 vertrat er den Bundesstaat Maine im US-Repräsentantenhaus.

## Werdegang
John Burleigh war ein Sohn von William Burleigh, der zwischen 1823 und 1827 den Staat Maine im US-Repräsentantenhaus vertreten hatte. Der jüngere Burleigh besuchte die öffentlichen Schulen seiner Heimat und fuhr danach als Matrose zur See. Zwischen 1846 und 1853 war er Kapitän eines Ṻberseeschiffes. Danach ließ er sich in seinem Geburtsort South Berwick nieder, wo er in der Wollverarbeitung tätig wurde. Außerdem stieg er dort ins Bankgeschäft ein. Politisch war Burleigh Mitglied der Republikanischen Partei. In den Jahren 1862, 1864, 1866 und 1872 saß er als Abgeordneter im Repräsentantenhaus von Maine. 1864 war er Delegierter zur Republican National Convention, auf der Präsident Abraham Lincoln zur Wiederwahl nominiert wurde.
Bei den Kongresswahlen des Jahres 1872 wurde Burleigh im ersten Wahlbezirk von Maine in das US-Repräsentantenhaus in Washington, D.C. gewählt. Dort trat er am 4. März 1873 die Nachfolge von John Lynch an. Nach einer Wiederwahl im Jahr 1874 konnte er bis zum 3. März 1877 zwei Legislaturperioden im Kongress absolvieren. Im Jahr 1876 wurde er von seiner Partei nicht mehr für eine weitere Amtszeit nominiert.
Nach dem Ende seiner Zeit im US-Repräsentantenhaus widmete sich Burleigh wieder seinen früheren Tätigkeiten. Er starb aber bereits im Dezember 1877, wenige Monate nach seinem Ausscheiden aus dem Kongress.